# Dino Drpić
Dino Drpić (* 26. Mai 1981 in Zagreb, SR Kroatien, SFR Jugoslawien) ist ein ehemaliger kroatischer Fußballspieler.

## Karriere

### Verein
Dino Drpić kommt aus der Jugend von Dinamo Zagreb. Er galt als einer der besten Innenverteidiger der kroatischen Liga und verfügt über einen starken Schuss. 
Am 24. Januar 2009 wurde Drpić von seinem Verein Dinamo Zagreb suspendiert und auf die Transferliste gesetzt. Grund dafür war unter anderem die Enthüllung seiner Ehefrau Nives Celsius im kroatischen Fernsehen, angeblich ein Schäferstündchen mit ihrem Mann auf dem Rasen des Maksimir-Stadion in Zagreb gehabt zu haben. Sein Vertrag galt eigentlich noch bis 2010.
Am 28. Januar 2009 verpflichtete Fußball-Bundesligist Karlsruher SC Drpić. Er wechselte für sechs Monate auf Leihbasis mit Kaufoption in den Wildpark. Am Saisonende stieg der Kroate mit dem Verein ab, welcher anschließend die Kaufoption für Drpić zog, mit dem Ziel, ihn gewinnbringend weiterzuverkaufen. Da Drpić jedoch zur neuen Saison keinen neuen Verein fand, entschied er sich für einen Verbleib beim KSC. Im April 2010 löste der KSC den ursprünglich bis zum 30. Juni 2011 datierten Vertrag auf. Im ersten Halbjahr 2011 spielte Drpić für AEK Athen. Nach mehreren kurzzeitigen Engagements unter anderem in seiner Heimat Kroatien, in der Ukraine und in Singapur beendete Drpić 2013 seine aktive Karriere.

### Nationalmannschaft
Drpić gehörte zum erweiterten Kreis der kroatischen Fußballnationalmannschaft. Sein einziges A-Länderspiel absolvierte er am 16. Oktober 2007 bei einem Freundschaftsspiel gegen die Slowakei.

## Privat
Drpić war bis zum Mai 2014 mit der kroatischen Sängerin, Model und Schriftstellerin Nives Celzijus verheiratet. Sie haben zwei gemeinsame Kinder.